# Соколи (Високомазовецький повіт)
Соколи (пол. Sokoły) — село в Польщі, у гміні Соколи Високомазовецького повіту Підляського воєводства.
Населення — 1513 осіб (2011).
У 1975-1998 роках село належало до Ломжинського воєводства.

## Демографія
Демографічна структура станом на 31 березня 2011 року:
|          | Загалом | Допрацездатний вік | Працездатний вік | Постпрацездатний вік |
| -------- | ------- | ------------------ | ---------------- | -------------------- |
| Чоловіки | 738     | 149                | 520              | 69                   |
| Жінки    | 775     | 147                | 464              | 164                  |
| Разом    | 1513    | 296                | 984              | 233                  |